# Liste der Kulturdenkmale in Fockendorf
In der Liste der Kulturdenkmale in Fockendorf sind vorerst einige Kulturdenkmale der ostthüringischen Gemeinde Fockendorf im Landkreis Altenburger Land aufgelistet. Diese Liste basiert nicht auf der offiziellen Denkmalliste der Unteren Denkmalschutzbehörde des Landkreises. Grundlage hierfür ist gegebenenfalls vorhandene Literatur beziehungsweise vorhandene Denkmalplaketten an den einzelnen Objekten. Deswegen ist diese Liste stark unvollständig.

## Fockendorf
| Bild            | Bezeichnung  | Lage                    | Datierung | Beschreibung       | ID |
| --------------- | ------------ | ----------------------- | --------- | ------------------ | -- |
| Fotos hochladen | Papierfabrik | Fabrikstraße 10 (Karte) |           | heute Papiermuseum |    |